# FK Louki-Energia Velikié Louki
Maillots
Le Louki-Energia Velikié Louki (russe : «Луки-Энергия» Великие Луки) est un club de football russe fondé en 1991 et basé à Velikié Louki.
Il évolue en quatrième division russe depuis la saison 2023-2024.

## Histoire
Fondé en 1991 sous le nom Ekspress, le club connaît de multiples changements de nom avant de prendre celui de Louki-Energia en 2014. Évoluant dans un premier temps dans les divisions amateurs, le club découvre le professionnalisme en 1997 en atteignant la quatrième division avant d'évoluer quatre saisons en troisième division entre 1998 et 2001. Il évolue par la suite au niveau amateur avant de retrouver la troisième division lors de la saison 2017-2018.

## Bilan sportif

### Classements en championnat
La frise ci-dessous résume les classements successifs du club en championnat.

### Bilan par saison
| Saison    | Championnat   | Championnat  | Championnat  | Championnat  | Championnat  | Championnat  | Championnat  | Championnat  | Championnat  | Championnat  | Coupe de Russie     |
| Saison    | Division      | Pos          | Pts          | J            | V            | N            | D            | BP           | BC           | Diff         | Coupe de Russie     |
| --------- | ------------- | ------------ | ------------ | ------------ | ------------ | ------------ | ------------ | ------------ | ------------ | ------------ | ------------------- |
| 1992      | 4e Centre     | 15e          | 11           | 28           | 3            | 5            | 20           | 31           | 70           | -39          | —                   |
| 1993      | 4e Centre C   | 11e          | 31           | 22           | 2            | 5            | 15           | 19           | 51           | -32          | —                   |
| 1994-1995 | Club inactif  | Club inactif | Club inactif | Club inactif | Club inactif | Club inactif | Club inactif | Club inactif | Club inactif | Club inactif | Club inactif        |
| 1996      | 5e Nord-Ouest | 2e           | 36           | 18           | 11           | 3            | 4            | 30           | 16           | +14          | —                   |
| 1997      | 4e Ouest      | 9e           | 53           | 36           | 13           | 14           | 9            | 43           | 36           | +7           | —                   |
| 1998      | 3e Ouest      | 11e          | 53           | 40           | 15           | 8            | 17           | 58           | 80           | -22          | —                   |
| 1999      | 3e Ouest      | 16e          | 38           | 38           | 10           | 8            | 20           | 31           | 66           | -35          | 64es de finale      |
| 2000      | 3e Ouest      | 19e          | 32           | 36           | 9            | 5            | 22           | 23           | 55           | -32          | 256es de finale     |
| 2001      | 3e Ouest      | 19e          | 23           | 38           | 6            | 5            | 27           | 28           | 75           | -47          | 256es de finale     |
| 2002      | 4e Nord-Ouest | 3e           | 35           | 20           | 10           | 5            | 5            | 26           | 17           | +9           | 256es de finale     |
| 2003      | 4e Nord-Ouest | 3e           | 31           | 18           | 9            | 4            | 5            | 24           | 24           | 0            | —                   |
| 2004      | 4e Nord-Ouest | 4e           | 30           | 18           | 9            | 3            | 6            | 55           | 21           | +34          | —                   |
| 2005      | 4e Nord-Ouest | 4e           | 18           | 14           | 5            | 3            | 6            | 13           | 17           | -4           | —                   |
| 2006-2013 | Club inactif  | Club inactif | Club inactif | Club inactif | Club inactif | Club inactif | Club inactif | Club inactif | Club inactif | Club inactif | Club inactif        |
| 2014      | 4e Nord-Ouest | 4e           | 31           | 18           | 10           | 1            | 7            | 35           | 29           | +6           | —                   |
| 2015      | 4e Nord-Ouest | 3e           | 26           | 14           | 8            | 2            | 4            | 23           | 10           | +13          | —                   |
| 2016      | 4e Nord-Ouest | 3e           | 32           | 16           | 10           | 2            | 4            | 32           | 12           | +20          | —                   |
| 2017-2018 | 3e Ouest      | 11e          | 28           | 26           | 7            | 7            | 12           | 19           | 23           | -4           | 256es de finale     |
| 2018-2019 | 3e Ouest      | 10e          | 29           | 24           | 8            | 5            | 11           | 22           | 24           | -2           | Seizièmes de finale |
| 2019-2020 | 3e Ouest      | 13e          | 13           | 16           | 3            | 4            | 9            | 15           | 29           | -14          | 64es de finale      |
| 2020-2021 | 3e Groupe 2   | 13e          | 30           | 29           | 9            | 3            | 17           | 31           | 53           | -22          | 128es de finale     |
| 2021-2022 | 3e Groupe 2   | 19e          | 20           | 16           | 6            | 2            | 8            | 24           | 25           | -1           | 256es de finale     |
| 2022-2023 | 3e Groupe 2   | 11e          | 16           | 22           | 4            | 4            | 14           | 16           | 42           | -26          | 128es de finale     |
| 2023-2024 | 4e Groupe 2   | en cours     | en cours     | en cours     | en cours     | en cours     | en cours     | en cours     | en cours     | en cours     | 32es de finale      |

Légende
- Promotion en division supérieure
- Relégation en division inférieure

## Entraîneurs
La liste suivante présente les différents entraîneurs du club depuis 1996.
- Vladimir Goguine (1996-1997)
- Vladimir Kossogov (1998-2000)
- Vladimir Tsvetkov (2000-2001)
- Sergueï Kouznetsov (2002)
- Vladimir Goguine (2002)
- Sergueï Povarechtchenkov (2014-2015)
- Sergueï Ossadtchouk (mai 2016-avril 2021)
- Sergueï Gounko (avril 2021-octobre 2021)
- Sergueï Ossadtchouk (depuis octobre 2021)